# Булгаков, Егор Абрамович
Его́р Абра́мович Булга́ков (Егор Николаевич; ?—?) — русский военачальник, генерал-лейтенант.

## Биография
Дата рождения и вступления в военную службу — неизвестны.
Звания Георгиевского кавалера заслужил в звании полковника. С 19 июля 1797 года — генерал-майор, с 7 марта 1799 — генерал-лейтенант.
Занимал должности:
- ?—19.07.1797 — командир Екатеринославского гренадерского полка[2];
- 19.07.1797—28.09.1803 — шеф Рижского гарнизонного полка.

Дата смерти также неизвестна.

## Награды
- Награждён орденами Св. Георгия 4-й степени (№ 892 (466); 18 марта 1792) и 3-й степени (№ 99, 28 июня 1792) — «Во уважение усердной службы, храбрых и мужественных подвигов, отличивших при поражении войск противной в Польше факции в 7 день июня 792 года при деревне Городище».[3]
- Также был награждён другими орденами Российской империи.